# František Grivec
František Grivec (19. října 1878 Veliki Lipovec – 26. června 1963 Lublaň) byl slovinský jazykovědec a teolog, který se zabýval vztahy mezi východní a západní církví, počátky křesťanství u Slovanů a misií sv. Cyrila a Metoděje.

## Život a působení
Vystudoval teologii v Lublani a v Innsbrucku. Od roku 1919 byl profesorem teologie na univerzitě v Záhřebu, od roku 1920 profesorem v Lublani. Zpočátku se věnoval slovanským literaturám, později studiu východní (byzantské) církve a jejím vztahům k církvi západní (římské). Publikoval řadu knih a článků o cyrilometodějské misii, o různých teologických sporech a o pokusech o sjednocení církví. Některé byly přeloženy i do češtiny. Podílel se na cyrilometodějských kongresech na Velehradě a jinde.

## Z díla
- Idea cyrillo-metodějská. Velehrad, 1905
- Východní otázka církevní. Praha, 1910
- Pravoslaví. Olomouc, 1921
- Byzantské pojímání církevního prvenství a jednoty. Kroměříž, 1922
- Slovanští apoštolé sv. Cyril a Metoděj. Olomouc, 1927
- Kristus v církvi. Olomouc, 1938